# Том Лейк
«Том Лейк» — роман, написаний Енн Патчетт у 2023 році й опублікований видавництвом Harper 1 серпня 2023 року. 

## Сюжет
Три доньки повертаються до родинного саду на півночі Мічигану навесні 2020 року та дізнаються про стосунки своєї матері з відомим актором Пітером Дьюком, з яким вона ділила спільну сцену в театральній трупі Тома Лейка у 1980-х роках.

## Рецепція
Роман дебютував на першому місці у списку бестселерів художньої літератури The New York Times за тиждень, що закінчувався 5 серпня 2023 року. 
На вебсайті агрегатора рецензій Book Marks, який призначає індивідуальні оцінки рецензіям на книги від основних літературних критиків, роман отримав кумулятивну оцінку «захоплення» на основі 24 рецензій: 19 «захоплення», 4 «позитивні» рецензії та 1 «змішана». 
Kirkus Reviews відзначив роман зірочкою, написавши: «Ці заплетені пасма досягають кульмінації в розв’язці, одночасно глибоко сумній і ніжно життєствердній. Гостросюжетність та рефлексивність зміцнює статус Патчетт як однієї з наших найкращих романісток». 
Роман також був добре визнаний Publishers Weekly, який зазначив у своїй рецензії: «Коли повільна розповідь Патчетт набирає драматичного розмаху, вона змішує минуле і сьогодення зі спритністю та апломбом. Доньки починають дізнаватися більше правди про історії Лари та Дьюка, це змушує їх змінити своє ставлення до матері. Патчетт на вершині своєї гри». 
Бенджамін Марковіц з The Daily Telegraph дав роману 4 зірки з 5, порівнявши його якості з п’єсою Торнтона Уайлдера «Наше місто», які фігурують у романі Патчетт. 
Грейс Лінден з Los Angeles Review of Books погодилася, написавши: «Наше місто», п’єса про втрату та нездатність цінувати життя, таким яким воно є, це ідеальне тло для історії Патчетт». 
Кеті Волдман з The New Yorker написала: «Інгредієнти були зібрані ніби для задумливої медитації про матерів і дочок, які вчаться справлятися з різними часами свого життя [...] Але алхімічне перетворення болю в спокій у романі часом здається перебільшеним [...] У міру того, як "Том Лейк" продовжується, рішуча позитивність починає здаватися трохи загрозливою або принаймні стискаючою». 
Еліс О’Кіф з The Times повторила останню критику, написавши, що роман «здається, майже навмисно ігнорує темний бік життя. Ви із задоволенням проведете з ним день, якщо вам подобається липка солодка фантастика, як вишневий пиріг». 